# Wapen van Het Lange Rond

Het wapen van Het Lange Rond

Het wapen van Het Lange Rond werd op 23 november 1979 door de Hoge Raad van Adel aan het voormalige Noord-Hollandse waterschap Het Lange Rond toegekend. In 2003 is het waterschap opgegaan in het Hoogheemraadschap Hollands Noorderkwartier.
Het wapen werd bij de toekenning geheel nieuw ontworpen omdat geen van de voorgaande waterschappen in het bezit van een wapen was. Wel gebruikte het waterschap Schermer een zegel met daarop de aartsengel Michaël. Michaël hield in zijn rechterhand een zwaard en in zijn linkerhand een schild met daarop een poldermolen, vergelijkbaar met het wapen van Het Lange Rond. 
Het waterschap werd opgedeeld in vier kwartieren, er werd voor gekozen om deze vier kwartieren in het wapen terug te laten komen:
- Noord-Kennemerland: de Benedictijner monnik vertegenwoordigd Noord Kennemerland, hij symboliseert tevens de Sint-Adelbertabdij in Egmond;
- Midden-Kennemerland wordt vertegenwoordigd door een van de twee leeuwen;
- De Groene Long wordt vertegenwoordigd door de poldermolen, deze symboliseert eveneens de lage gronden in het waterschap;
- Zaanlanden: een van de twee leeuwen staat voor de Zaanlanden, een groot deel van de gemeenten aldaar voerde vier leeuwen in hun wapens.

## Blazoenering
De blazoenering van het wapen van Het Lange Rond luit als volgt:
In sinopel een poldermolen van goud; een gedeeld schildhoofd: I in goud een omgewende leeuw van keel, getongd en genageld van azuur, II in zilver een leeuw van keel. Het schild gedekt met een gouden kroon van drie bladeren en twee parels en gehouden rechts door de aartsengel Michael van natuurlijke kleur, geharnast en gekleed van zilver, met een opgeheven zwaard van zilver met gevest van goud in de rechterhand, en links door een Benedictijner monnik van natuurlijke kleur met een vizierlineaal en een schietlood van goud in de linkerhand.
Het schild is groen van kleur met daarop een gouden poldermolen. Bovenin is een verticaal gedeeld schildhoofd geplaatst. Rechts, voor de kijker links, staat op een goud vlak een rode leeuw, hij heeft een blauwe tong en blauwe nagels. Deze leeuw is omgewend, wat betekent dat hij naar links (voor de kijker rechts) kijkt. In het linker vlak, voor de kijker rechts, staat een eveneens rode leeuw, hij kijkt naar rechts. Op het schild staat een gouden kroon van drie bladeren met daartussen twee parels, een adel- en helmkroon. Aan weerszijden van het schild staat een schildhouder rechts staat de aartsengel Michaël, hij heeft een natuurlijke kleur: vleeskleurige huid en blonde haren. Michaël is heeft een zilveren harnas aan en houdt in zijn rechterhand een zilveren zwaard, het gevest is goudkleurig. Links van het schild staat een Benedictijner monnik, hij is eveneens van natuurlijke kleur: vleeskleurige huid en in zijn geval donkere haren, zijn habijt is zwart. De monnik houdt met zijn rechterhand het schild vast en in zijn linkerhand een schietlood en een vizierliniaal, beide zijn goudkleurig.

## Vergelijkbare wapens
De volgende (voormalige) gemeentewapens hebben overeenkomsten met het wapen van het hoogheemraadschap Het Lange Rond:

Het wapen van Beverwijk
Het wapen van Ilpendam
Het wapen van Koog aan de Zaan
Het wapen van Krommenie
Het wapen van Schermer
Het wapen van Uitgeest
Het wapen van Westzaan
Het wapen van Wormerveer
Het wapen van Zaandam
Het wapen van Zaandijk
Het wapen van Zaanstad